# Lane Smith (Schauspieler)
Lane Smith (* 29. April 1936 in Memphis, Tennessee; † 13. Juni 2005 in Northridge bei Los Angeles, Kalifornien) war ein US-amerikanischer Schauspieler.

## Karriere
Smith studierte am New Yorker Actors Studio und übernahm kleinere Rollen am Theater, bevor er als Charakterdarsteller in Filmen wie Network, V – Die außerirdischen Besucher kommen, Die rote Flut, Air America oder Mighty Ducks – Das Superteam eine größere Bekanntheit erreichte.
Dem Fernsehpublikum ist er vor allem als Daily Planet-Chefredakteur Perry White in der Serie Superman – Die Abenteuer von Lois & Clark bekannt.
Als Theaterschauspieler machte er sich vor allem in den Produktionen von Glengarry Glen Ross und Einer flog über das Kuckucksnest einen Namen.
Für seine Darstellung des Richard Nixon in der Miniserie Der Fall Nixon wurde er 1990 für den Fernsehpreis Golden Globe Award nominiert.
Lane Smith litt an Amyotropher Lateralsklerose.

## Filmografie (Auswahl)
- 1966: Unholy Matrimony
- 1973: Der letzte Held Amerikas (The Last American Hero)
- 1975: Mit Dynamit und frommen Sprüchen (Rooster Cogburn and the Lady)
- 1976: Network
- 1978: Blue Collar
- 1978: Tod in einer kleinen Stadt (A Death in Canaan)
- 1979: Die Weiche steht auf Tod (Disaster on the Coastliner) (Fernsehfilm)
- 1980: On the Road Again (Honeysuckle Rose)
- 1980: Der starke Wille (Resurrection)
- 1981: Prince of the City
- 1981: Die Nacht der Vogelscheuche (Dark Night of the Scarecrow)
- 1982: Hart aber herzlich (Hart to Hart); 3. Staffel, Folge 3: Feuriges Wochenende
- 1982: Die falsche Spur (Prime Suspect)
- 1982: Quincy (Fernsehserie, Folge Wissenschaft und Wallstreet)
- 1984: Die rote Flut (Red Dawn)
- 1984–1985: V – Die außerirdischen Besucher kommen (V, Fernsehserie, 13 Episoden)
- 1985: Der Schrecken der London Bridge
- 1987: Der stählerne Vorhang (Weeds)
- 1987: Prison – Rückkehr aus der Hölle (Prison)
- 1989: Der Fall Nixon (The Final Days)
- 1990: Air America
- 1990: Blinder Hass (Blind Vengeance)
- 1991: Teuflisches Komplott (False Arrest)
- 1992: Ein ehrenwerter Gentleman (The Distinguished Gentleman)
- 1992: Mein Vetter Winnie (My Cousin Vinny)
- 1992: Mighty Ducks – Das Superteam (The Mighty Ducks)
- 1992: Tödliche Erinnerungen (Duplicates)
- 1993: Schwiegersohn Junior (Son in Law)
- 1993–1997: Superman – Die Abenteuer von Lois & Clark (Lois & Clark: The New Adventures of Superman, Fernsehserie, 86 Episoden)
- 1994: Der Scout (The Scout)
- 1996: Die Frau, die zuviel wußte (The Flight of the Dove)
- 1996: Die Heimatfront (The War at Home)
- 1998: Why Do Fools Fall in Love – Die Wurzeln des Rock ’n’ Roll (Why Do Fools Fall in Love)
- 1999: Wer Sturm sät (Inherit the Wind)
- 2000: Die Legende von Bagger Vance (The Legend of Bagger Vance)
- 2001: WW3